# Air Buluh (Ipuh)
Air Buluh is een bestuurslaag in het regentschap Muko-Muko van de provincie Bengkulu, Indonesië. Air Buluh telt 1207 inwoners (volkstelling 2010).